# Anne Sila

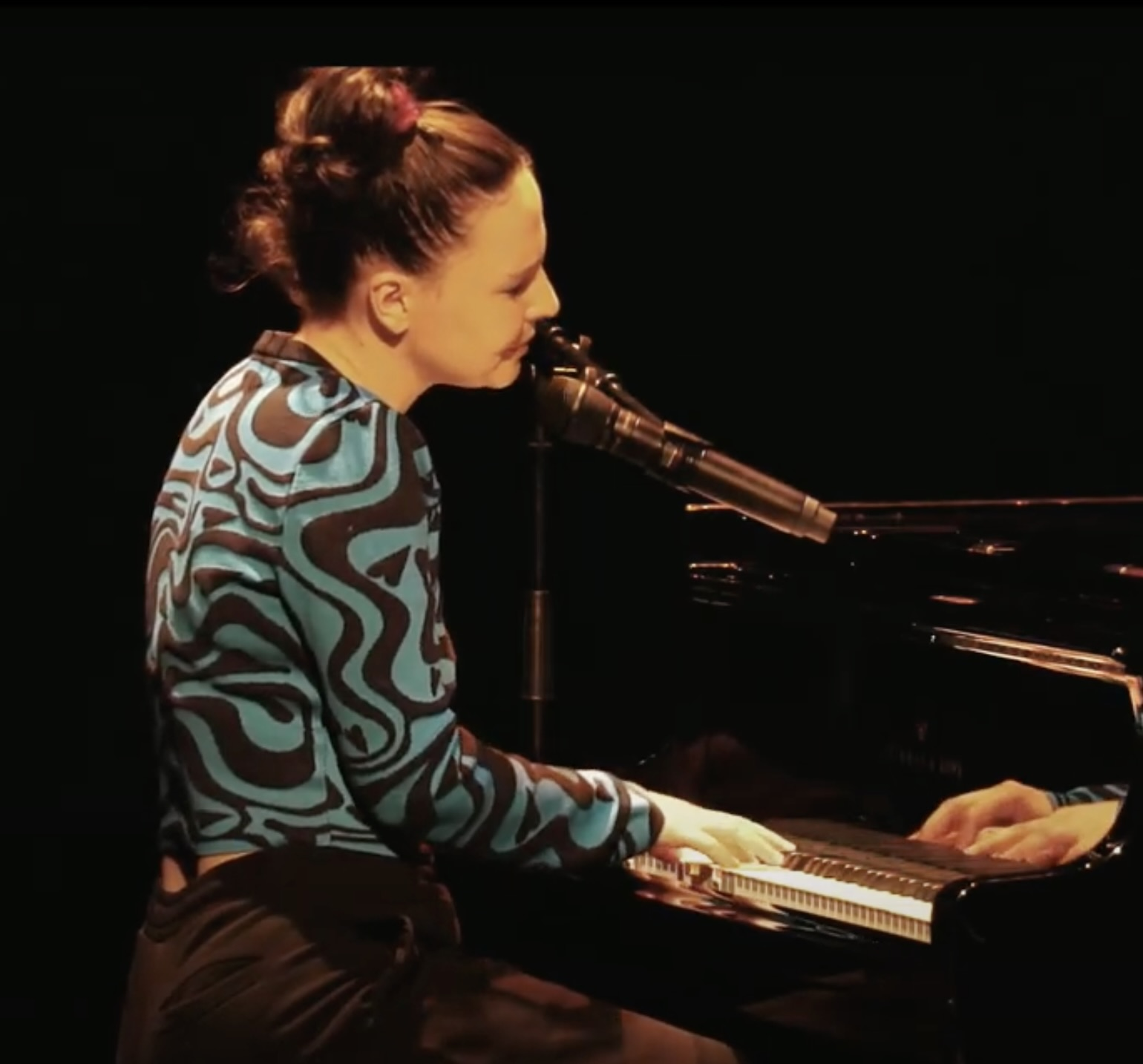
Anne Sila, 2024

Anne Sila, geboren als Anne Sila Omay, (* 5. März 1990 in Valence, Département Drôme) ist eine französische Sängerin und Cellistin.

## Leben
Anne Silas Vater stammt aus der Türkei. Sie selbst trägt ihren zweiten Vornamen als Künstlernamen.
Zunächst trat sie nur auf lokalen Veranstaltungen auf; ab 2009 auch als Vertretungssängerin in einer Gruppe auf nationalen Tourneen. 2011 zog sie nach New York, wo sie in einer Jazz-Gruppe spielte. Nach ihrer Rückkehr nach Frankreich war sie Kandidatin bei der 4. Staffel von The Voice, la plus belle voix, wo sie im Finale unterlag.
2016 veröffentlichte sie mit Le monde tourne sans toi ihre erste Single. Im selben Jahr trat sie erstmals im Olympia auf und brachte ihr erstes Album Amazing problem auf den Markt. 2021 war sie bei der Veranstaltung The Voice All Stars erfolgreich.
Anne Sila trat 2016 in der Fernsehserie Falco auf. Für diese Serie schrieb sie auch Teile der Musik. Sie spielte 2017 die Maria in dem Musical Jésus, de Nazareth à Jérusalem.

## Diskografie

### Alben
| Jahr | Titel           | Höchstplatzierung, Gesamtwochen, AuszeichnungChartplatzierungenChartquellen (Jahr, Titel, Platzierungen, Wochen, Auszeichnungen, Anmerkungen) | Höchstplatzierung, Gesamtwochen, AuszeichnungChartplatzierungenChartquellen (Jahr, Titel, Platzierungen, Wochen, Auszeichnungen, Anmerkungen) | Höchstplatzierung, Gesamtwochen, AuszeichnungChartplatzierungenChartquellen (Jahr, Titel, Platzierungen, Wochen, Auszeichnungen, Anmerkungen) | Anmerkungen                              |
| Jahr | Titel           | FR | BEW | CH | Anmerkungen                              |
| ---- | --------------- | --- | --- | --- | ---------------------------------------- |
| 2016 | Amazing Problem | FR5 (25 Wo.)FR | BEW20 (19 Wo.)BEW | CH25 (5 Wo.)CH |                                          |
| 2019 | Fruit défendu   | FR119 (1 Wo.)FR | — | — | Erstveröffentlichung: 27. September 2019 |
| 2021 | À nos cœurs     | FR8 (9 Wo.)FR | BEW11 (9 Wo.)BEW | CH48 (2 Wo.)CH | Erstveröffentlichung: 29. Oktober 2021   |
| 2022 | Madeleines      | FR39 (6 Wo.)FR | BEW60 (7 Wo.)BEW | CH73 (1 Wo.)CH | Erstveröffentlichung: 25. November 2022  |

### EPs
- 2016: Anne Sila

### Singles
| Jahr | Titel Album                              | Höchstplatzierung, Gesamtwochen, AuszeichnungChartsChartplatzierungen (Jahr, Titel, Album, Platzierungen, Wochen, Auszeichnungen, Anmerkungen) | Anmerkungen |
| Jahr | Titel Album                              | FR | Anmerkungen |
| ---- | ---------------------------------------- | --- | ----------- |
| 2015 | Le monde tourne sans toi Amazing Problem | FR33 (3 Wo.)FR |             |
| 2016 | Too Fast Amazing Problem                 | FR82 (1 Wo.)FR |             |
| 2016 | T’es canon Amazing Problem               | FR87 (1 Wo.)FR |             |

Weitere Singles
- 2019: Plus fort
- 2019: Peur de rien
- 2019: Il est tard
- 2021: Même si ça fait mal (feat. Matt Simons)
- 2021: J’ai attendu le printemps
- 2021: Göreceksin Kendini
- 2022: Le chanteur
- 2024: Le goût des choses
- 2024: Signé Cat’s Eyes

## Filmographie
- 2016: Falco (Claudia)
- 2018: Une chance sur six
- 2019: Le Roi lion (Nala, Stimme)
- 2019: Myster Mocky présente (Episode Plutôt mourir dans l'eau profonde)
- 2022: Profession comédien (selbst)
- 2024: Mufasa : Le Roi lion (Nala, Stimme)

## Auftritte (Auswahl)
- 2017: Jésus, de Nazareth à Jérusalem (Musical von Pascal Obispo, Maria)
- 2022–2024: Les Enfoirés
- 2023: Disney 100 ans[7]
- 2024: Céline Symphonique[8]